# Nicole C. Vosseler

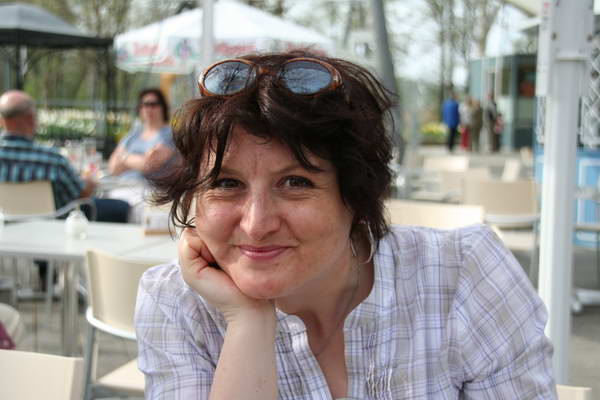
Retrato de Nicole Vosseler

Nicole C. Vosseler (n. Villingen-Schwenningen, 30 de enero de 1972 ) es una escritora alemana.

## Biografía
Después del bachillerato, Nicole C. Vosseler estudió Filología y Psicología en Tubinga y en Constanza, donde reside en la actualidad. Vosseler publica también bajo el pseudónimo de Charlotte Wolf. Sus obras se han traducido a siete idiomas (italiano, lituano, polaco, ruso, serbio, español, checo).

## Premios
En el año 2007, Vosseler fue galardonada por su novela Der Himmel über Darjeeling con el Premio del Fomento de Constanza en la sección de Literatura. La novela Das Herz der Feuerinsel consiguió el tercer puesto en el Premio de Literatura DeLiA del año 2013.

## Obras
Literatura
- Zeit der wilden Orchideen. Goldmann, Múnich 2014.
- Das Herz der Feuerinsel. Goldmann, Múnich 2012.
- Jenseits des Nils. Bastei-Lübbe, Colonia 2012.
- Sterne über Sansibar. Bastei-Lübbe, Colonia 2010.
- Unter dem Safranmond. Bastei-Lübbe, Bergisch-Gladbach 2008.
- Der Himmel über Darjeeling. Bastei-Lübbe, Bergisch-Gladbach 2006.
- Südwinde. Scherz, Frankfurt 2003, Fischer, Fráncfort 2007.

Literatura juvenil
- In dieser ganz besonderen Nacht. cbj, Múnich 2013.
- Die Caravaggio-Verschwörung. Arena, Wurzburgo 2009.
- Der jüngste Spion der Königin. Arena, Wurzburgo 2009.
- Das Haus der Spione. Arena, Wurzburgo 2007.

Publicaciones con el pseudónimo de Charlotte Wolf
- Das Vermächtnis Shivas. Ed. Fredebold, Colonia 2010.

## Obras en español
- El cielo sobre Darjeeling. Barcelona: Ediciones B.
- Más allá del Nilo. Barcelona: Ediciones B.
- En el corazón de la Isla de Fuego. Barcelona: Ediciones B.

## Enlaces
- Webpräsenz der Autorin
- Bibliografía relacionada con Nicole C. Vosseler en el catálogo de la Biblioteca Nacional de Alemania.